# Salon de la maison
 (avril 2011).
 (janvier 2015).
Le Salon de la maison est un salon public annuel consacré à l'habitat et à l'aménagement intérieur. Organisé par Nordev, il se tient au Parc des expositions et des congrès de Saint-Denis de La Réunion, dans le quartier de Sainte-Clotilde. Chaque édition attire des dizaines de milliers de visiteurs, ce qui en fait l'un des principaux salons de France ayant lieu hors de Paris

## L'édition 2005
Organisé en 2005, le 17e Salon de la maison a attiré 155 845 visiteurs. 503 exposants avaient loué 8 398 mètres carrés de surface d'exposition pour l'occasion.

## L'édition 2007
Le 19e Salon de la Maison s'est tenu du 27 avril au 8 mai 2007 avec plus de 420 exposants sur une surface de 13 000 m². Plus de 100 000 visiteurs ont participé à cette manifestation. Le thème de cette édition était: "Ma maison, mon île pour le développement durable"
Une nouveauté cette année: un Blog sur lequel les internautes réunionnais ont pu voir les moments forts et les réponses des spécialistes de la Maison en Vidéo.